# 巴頓斯維爾 (馬里蘭州)
巴頓斯維爾（英語：Bartonsville）是位於美國馬里蘭州弗雷德里克縣的一個普查規定居民點。

## 人口
根據2020年美國人口普查的數據，巴頓斯維爾的面積為5.55平方千米，當中陸地面積為5.53平方千米，而水域面積為0.02平方千米。當地共有人口2753人，而人口密度為每平方千米496.04人。